# Saint-Jurs

Saint-Jacques este o comună în departamentul Alpes-de-Haute-Provence din sud-estul Franței. În 1 ianuarie 2022 avea o populație de 137 de locuitori.